# Richardais
Richardais é uma comuna francesa na região administrativa da Bretanha, no departamento Ille-et-Vilaine. Estende-se por uma área de 3,14 km². Em 2010 a comuna tinha 2 432 habitantes (densidade: 774,5 hab./km²).